# Покровка (Топчихинский район)
Покровка — село в Топчихинском районе Алтайского края. Административный центр Покровского сельсовета.

## География
Расположено на правом берегу реки Алей. Абсолютная высота — 154 метра над уровнем моря.

## История
Основано в 1914 году. В 1926 году в селе Покровском имелось 128 хозяйств и проживал 671 человек (324 мужчины и 347 женщин). В национальном составе населения того периода преобладали русские. Действовали школа I ступени и лавка общества потребителей. В административном отношении являлось центром Покровского сельсовета Чистюньского района Барнаульского округа Сибирского края.

## Население
| 1926 | 1997 | 1998 | 1999 | 2000 | 2001 | 2002 | 2003 | 2004 | 2005 | 2006 |
| ---- | ---- | ---- | ---- | ---- | ---- | ---- | ---- | ---- | ---- | ---- |
| 671  | ↘603 | ↘549 | ↗562 | ↘556 | ↘545 | ↘528 | ↘515 | ↘505 | ↗508 | ↘507 |
| 2007 | 2008 | 2009 | 2010 | 2011 | 2012 | 2013 | 2014 | 2015 | 2016 | 2017 |
| ↘503 | ↗528 | ↘516 | ↘447 | ↘443 | ↗452 | ↘446 | →446 | ↘430 | ↘420 | ↘412 |
| 2018 | 2019 | 2020 | 2021 |      |      |      |      |      |      |      |
| ↘410 | ↘403 | ↘400 | ↘390 |      |      |      |      |      |      |      |

Национальный состав
Согласно результатам переписи 2002 года, в национальной структуре населения русские составляли 96 %.